# Acidente de helicóptero de 2018 em Nova Iorque
No dia 11 de março de 2018, um helicóptero de turismo despenhou-se no rio East em Manhattan, Nova Iorque, matando cinco pessoas. O acidente ocorreu por voltas das 19:00 Tempo Oriental. Dois passageiros foram declarados sem vida no local, três outros faleceram no hospital. O piloto consegui escapar após o acidente. O helicóptero é da Liberty Helicopters.

## Eventos
Diversas testemunhas gravaram o acidente com as câmeras de telemóvel e publicaram as imagens em redes sociais tais como Facebook, Twitter, e YouTube. De acordo com várias testemunhos, um helicóptero vermelho desceu subitamente perto da parte norte da Roosevelt Island e acabou por cair a pique ao rio. O piloto escapou com vida mas cinco passageiros dentro do helicóptero estavam bem amarrados e tiveram de ser desencarcerados pela equipa de resgate. O piloto foi levado ao hospital para observação. De acordo com a FAA, o helicóptero era um Eurocopter AS350. A causa do acidente ainda está sob investigação.